# Onthophagus nagasawai
Onthophagus nagasawai é uma espécie de inseto do género Onthophagus, família Scarabaeidae, ordem Coleoptera.

## História
Foi descrita cientificamente por Matsumura em 1938.